# Coronicium molokaiense
Coronicium molokaiense är en svampart som beskrevs av Gilb. & Hemmes 2004. Coronicium molokaiense ingår i släktet Coronicium och familjen mattsvampar.   Inga underarter finns listade i Catalogue of Life.